# Dolnośląski Rajd Zimowy 1989
Rajd Dolnośląski 1989 – 5. edycja Zimowego Rajdu Dolnośląskiego. Był to rajd samochodowy rozgrywany od 28 do 29 stycznia 1989 roku. Była to pierwsza runda Rajdowych Samochodowych Mistrzostw Polski w roku 1989. Rajd składał się z osiemnastu odcinków specjalnych. Rajd rozgrywany był na nawierzchni asfaltowej, która w niektórych miejscach pokryta była lodem. Zwycięzcą został Marian Bublewicz, który wygrał siedemnaście OS-ów (dwa ex aequo), drugie miejsce zajął Mirosław Krachulec (wygrał 1 OS ex aequo), na trzecim miejscu dojechał Andrzej Koper. Zespołowo wygrał Autoklub Rzemieślnik Warszawa, drugie miejsce zajął Automobilklub Śląski, a trzecie Automobilklub Krakowski.

## Wyniki końcowe rajdu[1][2]
| Miejsce | Kierowca            | Pilot              | Samochód               | Czas    | Strata | Grupa Klasa |
| ------- | ------------------- | ------------------ | ---------------------- | ------- | ------ | ----------- |
| 1       | Marian Bublewicz    | Ryszard Żyszkowski | Mazda 323 4WD          | 2:06:10 | -      | N-04        |
| 2       | Mirosław Krachulec  | Marek Kusiak       | Mazda 323 4WD          | 2:13:09 | +6:59  | A-13        |
| 3       | Andrzej Koper       | Krzysztof Gęborys  | Lancia Delta Integrale | 2:15:02 | +8:52  | N-04        |
| 4       | Krzysztof Hołowczyc | Andrzej Kuńczik    | FSO Polonez 1600       | 2:18:33 | +12:2  | A-14        |
| 5       | Piotr Kufrej        | Maria Wiechowska   | FSO Polonez 1600       | 2:19:58 | +13:48 | A-14        |
| 6       | Bogdan Herink       | Barbara Stępkowska | Renault 11 Turbo       | 2:20:02 | +13:52 | A-13        |
| 7       | Romuald Chałas      | Zbigniew Atłowski  | FSO Polonez 1600       | 2:20:23 | +14:13 | A-14        |
| 8       | Paweł Petrys        | Artur Skorupa      | FSO Polonez 1600       | 2:20:35 | +14:25 | A-14        |
| 9       | Waldemar Doskocz    | Andrzej Górski     | FSO Polonez 1600       | 2:27:37 | +21:27 | A-14        |
| 10      | Krzysztof Łudzeń    | Janusz Trzop       | FSO 1500 A             | 2:30:42 | +24:32 | A-14        |